# 윤기해
윤기해(1991년 2월 9일 ~ )는 대한민국의 축구 선수이다.

## 클럽 경력
초당대학교를 졸업하였다. 2011년에 열린 K리그 드래프트에서 6순위로 광주 FC에 지명되었고, 입단하였다. 본인의 신장에 비해 팔이 길어서 ‘긴팔원숭이’라는 별명을 갖고 있다.

## 그 외
2012년 3월 4일 출발드림팀 시즌 2에 출연하였다.